# Serenissima Televisione
Serenissima Televisione è stata un'emittente televisiva italiana, facente parte del Gruppo Canale Italia.

## Storia
L'emittente nasce a Dolo il 21 maggio 1976 con la denominazione di Tele Radio Serenissima, nata da una costola di Radio Serenissima di Spinea Fm 93,00 e 100,200. Viene ceduta la frequenza dei 93,00 MHz alla RAI e in sostituzione si aggiungono i 96,750 MHz. La televisione utilizzerà il canale UHF 47. Vengono trasmessi film, telefilm e cartoni animati. Non ebbe vita lunga e viene ceduta nel 1978 a Lucio Garbo. Nello stesso anno l'emittente trasferisce la propria sede a Padova ed assume la denominazione di TNR (TeleNuovaRadio) Serenissima, e successivamente Serenissima Televisione. Nel 1989, grazie all'acquisizione di altre emittenti televisive, il bacino di utenza di Serenissima Televisione, si estende a tutto il Triveneto, buona parte dell'Emilia-Romagna e parte della Lombardia. Nel 1998, l'azienda si trasferisce a Rubano in una nuova struttura di 2500 metri quadrati.
Nel 2004, inoltre, l'emittente trasmetteva a Roma (canale 36), in Liguria, Toscana e Lombardia, sulle frequenze di France 2. 
Alla fine del 2004, Lucio Garbo, figlio di Italo Garbo, crea Canale Italia; Serenissima, quindi, diventa uno dei canali principali del Gruppo Canale Italia, trasmettendo in Veneto sulla numerazione del telecomando 15, e in tutta Italia sulla LCN 283. 
Cessa le trasmissioni il 15 marzo 2022, nell’ambito della riorganizzazione delle frequenze per il passaggio al DVB-T2. Viene sostituito da Canale Italia alla numerazione numero 12.